# Vantage (етанопровід)
Vantage (етанопровід) — трубопровід у суміжних районах США та Канади, який транспортує етан для потреб нафтохімічної промисловості.
Отриманий під час розробки сланцевої формації Баккен газ містить значні обсяги етану. В 2014-му ввели в експлуатацію трубопровід Vantage, котрий дозволяв спрямувати його до канадської провінції Альберта. Трубопровід починається у штаті Північна Дакота на газопереробному заводі Тіога та прямує на північний захід до району Емпресс. Там він з'єднується з одним із відгалужень етанопроводу Alberta Ethane Gathering System, що подає сировину до установок парового крекінгу в Джоффре.
Довжина основної частини Vantage становить 705 км, в тому числі 127 км у Північній Дакоті, 575 км в Саскачевані та 3 км у Альберті. Трубопровід виконаний в діаметрі 273 мм та розрахований на робочий тиск до 9,93 МПа. Перекачування етану здійснюється за допомогою двох насосних станцій, одна з яких розташована в Саскачевані між Lafleche та Assiniboia, а інша в кінцевій точці маршруту у Емпресс. Первісна потужність етанопроводу становила 40 тисяч барелів на добу з можливістю збільшення до 68 тисяч барелів.
У 2015-му до Vantage вивели відгалуження від нового канадського газопереробного заводу Saskatchewan Ethane Extraction Plant, здатного продукувати 5 тисяч барелів етану на добу.